# Anton Bruckner
Anton Bruckner, avstrijski skladatelj, pedagog in organist, * 4. september 1824, Ansfelden, Gornja Avstrija, Avstrija, † 11. oktober 1896, Dunaj.

## Življenjepis
Rodil se je kot prvi od enajstih otrok vaškega učitelja. Njegov oče je bil tudi vaški organist, borno učiteljsko plačo pa si je dopolnjeval z igranjem violine na svatbah in veselicah. Po očetovi smrti je mati preprosila predstojnike v starodavni opatiji v bližnjem St. Florianu, da so trinajstletnega Antona sprejeli v cerkveni zbor in samostansko šolo. Da ga je lahko vzdrževala, je delala kot dekla. V samostanski šoli je Bruckner prejel odlično glasbeno vzgojo; poleg kontrapunkta in harmonije se je učil tudi orgel in violine. Šolanje je nadaljeval na učiteljišču v Linzu, postal je učitelj in služboval v manjših gornjeavstrijskih krajih, hkrati pa se je vztrajno izpopolnjeval v igranju orgel, harmoniji in generalbasu. Leta 1845 se je kot učitelj vrnil na samostansko šolo v St. Florian in tam leta 1850 postal tudi prvi organist opatijske cerkve. Zaslovel je kot mojstrski improvizator na orglah in leta 1856 je  po zahtevni avdiciji zasedel mesto organista v katedrali v Linzu. V tem času je začel dolgotrajen in temeljit študij glasbene teorije; harmonije, kontrapunkta in oblikoslovja pri dunajskem profesorju Simonu Sechterju. Leta 1861 je za orglami piaristovske cerkve na Dunaju  opravljal zaključni izpit pred strogimi profesorji konservatorija. Dvorni kapelnik Johann Herbeck je po njegovi improvizaciji fuge pripomnil: »On bi moral izpraševati nas!«
Na skladateljevo umetniško pot je odločilno vplivalo srečanje z glasbo Richarda Wagnerja. Leta 1865 je v Münchnu prisostvoval izvedbi opere Tristan in Izolda in od tedaj je bil zaprisežen častilec saškega mojstra. To mu je kasneje škodilo, saj se je zapletel v zagrizene spore med wagnerjanci in Brahmsovimi privrženci pod vodstvom srditega glasbenega kritika Eduarda Hanslicka.
V Linzu je Bruckner tudi družbeno uveljavil, začel je zahajati v družbo in je 1860 postal zborovodja moškega zbora Frohsinn (Veselost), ki mu je posvetil svojo prvo mojstrovino (poprej je zložil vrsto maš in drugih nabožnih del), sedemglasno Ave Marijo. V tem času je začel resno razmišljati o poroki, vendar se je vedno znova nesrečno zaljubljal v rosno mlada dekleta. Ko ga je leta 1866 zavrnila lepa mesarjeva hči, sedemnajstletna Josefine Lang, je doživel težak živčni pretres. Bil je tudi izčrpan od neumornega garanja in študija, saj se celo življenje ni otresel iz mladostne bede izvirajočega strahu pred revščino in se je venomer preobremenjeval z delom. Začasno se mu je pomračil um. Obsedla ga je manija štetja: prešteval je gumbe na oblekah,  bisere v ogrlicah, liste na drevju in zvezde na nebu, tako da so ga morali nekaj mesecev zdraviti v sanatoriju za živčne bolezni. Od tedaj se v Linzu ni več dobro počutil in leta 1868 si je našel službo na dunajskem konservatoriju, kjer je prevzel mesto svojega nekdanjega profesorja Sechterja. Previdni Bruckner si je izgovoril, da ga bo služba v Linzu dve leti čakala, za primer, če bi se mu na Dunaju kaj ponesrečilo. Vendar se je v prestolnici polagoma uveljavil. Ob službi na konservatoriju je poučeval tudi kontrapunkt in harmonijo na dunajski univerzi ter klavir na ženskem učiteljišču Sv. Ane.
Leta 1875 je bil po tretji prijavi kljub Hanslickovemu nasprotovanju nastavljen kot predavatelj na dunajski univerzi in tam je ostal do konca. Kot profesorja so ga zelo spoštovali, med drugim je močno vplival na mladega Gustava Mahlerja, pri njem pa se je med študijem prava na Dunaju učil skladanja tudi Slovenec Viktor Parma. Bruckner je po letu 1880 dosegel priznanje in visoke časti, postal je častni doktor dunajske univerze, bil je dvorni organist, njegove simfonije so izvajali  v Leipzigu in Münchnu, mladi privrženci Wagnerjevega sloga Gustav Mahler, Franz Schalk in Hugo Wolf pa so vsepovsod  podpirali njegovo glasbo. V glasbeni zgodovini bo ostal zapisan kot avtor sakralne glasbe (med temi deli je najbolj znan Te Deum iz leta 1886) in devetih orjaških simfonij, v katerih je prignal simfonično obliko in zvok do skrajnih meja.
Sam se je vedno imel za nadaljevalca Beethovnovega dela in devet Beethovnovih simfonij mu je pomenilo ustvarjalni izziv. Simfonične oblike se je lotil pozno (prvo ohranjeno simfonično delo, tako imenovano Simfonijo 0 je napisal iz leta 1863), saj je hotel pred tem popolnoma obvladati métier. Bil je tudi zelo občutljiv za kritiko in je svojo glasbo nenehoma dopolnjeval in popravljal.

## Delo
Skladatelj Anton Bruckner je eden velikanov glasbene zgodovine. Potem, ko je našel svoj stil, je bil neodvisen in se je nenehno razvijal. Kompozicijsko izstopa enajst simfonij, od katerih jih je danes v veljavi devet. Značilno zanj je bilo, da je pred starostjo 40 let pisal v glavnem zborovsko glasbo, maše, motete pa tudi posvetno glasbo, prvenstveno za moški zbor. Najpomembnejša dela iz tega obdobja so Requiem (1848), Missa solemnis (1854) in 146 Psalmov (1858). Kasneje se je posvetil simfonijam.

## Pomembnejša dela
Brucknerjeva glasbena zapuščina je urejena pod oznakami WAB »Werkverzeichnis Anton Bruckner«.
- Simfonije:
  - Simfonija, f-mol, 1863
  - 1. Simfonija, c-mol, 1866 (različica iz Linz-a), 1890/91 (Dunajska različica)
  - Simfonija, d-mol, 1869 (imenovana Ničta, št. 0])
  - 2. Simfonija, c-mol, 1872, 1877
  - 3. Simfonija, d-mol, 1873, 1876, 1877, 1889
  - 4. Simfonija, Es-Dur (»Romantična«), 1874, 1878, 1880 (noviFinale), 1889
  - 5. Simfonija, B-Dur, 1878
  - 6. Simfonija, A-Dur, 1881
  - 7. Simfonija, E-Dur, 1883
  - 8. Simfonija, c-mol, 1887, rev. 1890
  - 9. Simfonija d-mol (nedokončana), 1887-1896
- Maše, v d-molu, f-molu in e-molu (zadnja za osemglasni zbor in trobila)
- Rekvijem, d-mol
- Missa solemnis
- Duhovna glasba:
  - Ave Maria
  - 150. Psalm
  - Te Deum
- Simfonični zbor Helgoland für za moški zbor in orkester
- Godalni kvartet v c-molu
- Godalni kvintet v F-duru
- Moteti za mešani zbor
- kratke orelske skladbe